# تلمبه حسین قلی سهام
تلمبه حسین قلی سهام یک منطقهٔ مسکونی در ایران است که در دهستان بنارویه واقع شده‌است.